# Johan Stumpf
Johan Leopold Stumpf (Kristiansand, 1880. május 26. – USA, Texas, 1944. augusztus 24.) norvég olimpiai bajnok tornász.
Az 1906. évi nyári olimpiai játékokon indult tornában és összetett csapatversenyben aranyérmes lett.
Klubcsapata a Kristiansands Turnforening volt.